# Inglese irlandese
L'inglese irlandese (nomi nativi: Hiberno-English o Irish English) è una variante della lingua inglese parlata in Irlanda.

## Storia
L'inglese fu introdotto in Irlanda durante l'invasione dei Normanni nel tardo XII secolo. Inizialmente venne parlato soprattutto nell'area conosciuta come The Pale intorno Dublino, mentre l'irlandese era parlato in tutto il resto della nazione. Durante il periodo dei Tudor, la lingua e la cultura irlandese avevano riconquistato la maggior parte del territorio, che inizialmente era stata sottratta dai colonizzatori. Tuttavia, la ripresa dell'inglese e della sua espansione in seguito alla conquista dell'Irlanda per mano dei Tudor ha visto un ripristino dell'uso della loro lingua, in particolar modo durante il periodo delle piantagioni e con l'introduzione delle leggi penali che vietavano l'utilizzo della lingua irlandese.
Durante la metà del XIX secolo l'inglese era la lingua più parlata della nazione, e ha mantenuto questo status fino ad oggi, e anche la minoranza che parla irlandese come prima lingua parla correttamente anche l'inglese.
L'inglese moderno parlato oggi in Irlanda ha mantenuto alcune caratteristiche che mostrano la chiara influenza dell'irlandese, sia in campo lessicale che grammaticale e fonologico.

## Ortografia
A differenza dell'inglese parlato negli Stati Uniti e in Canada, l'Hiberno English non ha delle proprie regole ortografiche e usa le stesse dell'inglese britannico.

## Lessico

### Prestiti linguistici dall'irlandese
I prestiti linguistici provenienti dalla lingua irlandese comprendono una gran quantità di parole esclusive dell'Hiberno English, particolarmente nelle funzioni ufficiali dello Stato. Meno formalmente, gli irlandesi usano i prestiti linguistici anche nella parlata quotidiana, anche se negli ultimi decenni sono caduti in disuso, specialmente tra la popolazione più giovane.
Alcuni esempi includono:
- amadán (sciocco)
- craic o Crack (divertimento)
- garsún o gasúr (ragazzo, Vedesi garzone o il fr.garçon)
- Sláinte! ( (alla tua) salute!)
- gob (bocca)

### Parole derivate dall'irlandese
Un altro gruppo di parole esclusive dell'Hiberno English è quello che comprende le parole derivate dalla lingua irlandese. Queste parole e frasi sono spesso delle inglesizzazioni delle parole irlandesi o delle traduzioni dirette dall'irlandese all'inglese. In quest'ultimo caso, spesso le parole hanno un significato che generalmente non corrisponde a quello dell'inglese standard.
Alcuni esempi:
- arra e yerra, da ara e a dhia: interiezione (come nella frase: Yerra, sure if it rains, it rains)
- devil, da diabhal: maledizione
- gansey, da geansaí (maglione)
- guards, da Garda síochána (polizia)
- give out, da tabhair amach (sgridare)
- soft day, da lá bog (giorno nuvoloso, in cui è presente pioggerella o nebbia)
- whisht!, da fuist o eist: interiezione (sta' zitto!)

### Parole sopravvissute dall'antico e medio inglese
Nell'Hiberno English troviamo inoltre parole e frasi che erano comuni nell'antico e medio inglese, ma che sono state perdute o dimenticate nell'inglese moderno. Ad esempio
- La forma negativa di I am può essere anche I amn't[4], diventato errore nell'inglese moderno.
- childer, ovvero bambino, originariamente era il genitivo plurale di child nell'inglese antico.
- sliced pan, ovvero pane affettato (che ha anche possibili derivazioni dal francese pain).

Sono inoltre presenti parole e frasi la cui origine è incerta o sconosciuta. Questo gruppo potrebbe non essere esclusivo dell'Hiberno English e il loro uso non è particolarmente diffuso. Tra queste ricordiamo la comune espressione volgare feck, equivalente di fuck in inglese, bucklepper (usata da Patrick Kavanagh e Seamus Heaney) nonché press, versione antica di cupboard in Scozia e nell'Inghilterra settentrionale.

## Grammatica e sintassi
La sintassi della lingua irlandese è piuttosto differente da quella inglese. Molti aspetti della sintassi irlandese hanno influenzato l'Hiberno English, anche se molte di queste caratteristiche stanno progressivamente scomparendo dalle aree urbane.
L'altra maggiore influenza, oltre a quella dell'inglese moderno in generale, è la conservazione di parole e frasi dell'antico e medio inglese. 
Queste le influenze dall'irlandese:
- Riduplicazione: rafforzativo delle espressioni ripetendole due volte (es. At all at all (da ar chor ar bith)
- Sì e no: invece di usare yes e no si ripete il verbo. Ad esempio: "Are you coming home soon?" – "I am."; "Is your mobile charged?" – "It's not."
- Costruzione del passato recente: viene aggiunto after prima di un verbo in -ing. Ad esempio, l'inglese "I had done X when I did Y" in Hiberno English diventa "I was after doing X when I did Y".
- Riflessione per enfasi: soprattutto nelle aree rurali, pronomi come herself e himself vengono utilizzati spesso per indicare una persona particolare, come un boss o la donna/uomo della casa.
- Pronomi proposizionali: vengono uniti i pronomi alle preposizioni dall'irlandese, e a partire da queste si creano frasi in inglese con lo stesso significato originale.

Influenze dall'antico inglese:
- Abbreviazione di it is con tis
- Distinzione tra tu e voi, che in inglese è uguale: voi corrisponde a ye, yis o yous, tu è you

## Fonetica
- La pronuncia della r varia a seconda delle regioni: retroflessa (ɻ) a Dublino, approssimante (ɹ) a Mainstream(Irlanda) e uvulare (ʁ) a Leinster.
- La T viene indebolita in "θ" non sibilante quando non si trova a inizio parola.
- Si conserva la distinzione tra w e wh (rispettivamente w e hw)
- Distinzione tra [ɛɹ]-[ɪɹ]-[ʌɹ] in herd-bird-curd
- La l è sempre chiara, mai velarizzata